# Museo Bonnat
El Museo Bonnat-Helleu (en francés, Musée Bonnat-Helleu) es un museo de bellas artes, esencialmente de pintura y obra gráfica (dibujos y grabados), ubicado en Bayona (Francia). Cuenta con unas 7.000 piezas artísticas y goza de renombre internacional especialmente por su fondo de obra sobre papel, que es (junto con el del Louvre de París) el único en Francia que posee esbozos originales de los tres genios del Renacimiento italiano: Leonardo da Vinci, Miguel Ángel Buonarrotti y Rafael Sanzio. 
El centro fue inaugurado en 1901 como Museo Bonnat en honor a su principal impulsor, el pintor y coleccionista Léon Bonnat, hijo ilustre de la localidad; y en 2011 fue rebautizado como Bonnat-Helleu en alusión al también pintor Paul César Helleu. Por obras de ampliación, el edificio cerró sus puertas en abril de 2011 y prevé su reapertura para el segundo semestre de 2025.

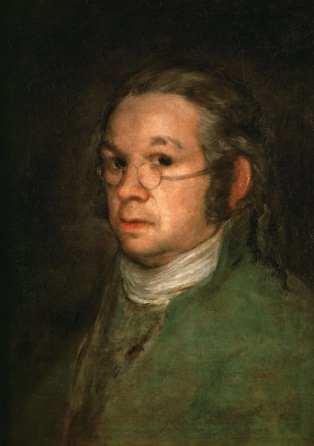
Autorretrato de Goya.

## Historia
El proyecto del museo empezó a perfilarse hacia 1885 y cobró mayores bríos a partir de 1889, cuando la sede del Ayuntamiento quedó devastada por un incendio que destruyó buena parte de sus colecciones y archivos.
El ambicioso plan de un nuevo edificio institucional (que debía combinar un museo, una biblioteca y un archivo) recayó en el arquitecto Charles Planckaert, quien diseñó un bloque de aspecto palacial y estilo ecléctico; las fachadas lucen ostentosas columnas al estilo Napoleón III y definen una construcción de gusto parisino que contrasta en la localidad, caracterizada por viviendas más rústicas. La primera piedra del edificio se puso en 1896 y fue inaugurado en 1901.
Para la creación del museo las autoridades habían recabado la ayuda del pintor Léon Bonnat, nacido en Bayona y que gozaba de prestigio e influencias en París. Pintor realista que había sido muy criticado en su juventud, Bonnat cimentó en su madurez una sólida posición como retratista de potentados europeos y norteamericanos. El éxito comercial y sus responsabilidades públicas (en su madurez dirigió los Museos Nacionales) le permitieron establecer buenos contactos en el mercado anticuario y reunir una valiosa colección, que en 1891 decidió donar para impulsar el nuevo museo. Este asombroso fondo constaba de 374 pinturas y unos 1800 dibujos de múltiples artistas europeos, desde el siglo XV, además de un conjunto de numerosas obras del propio Bonnat. 
Posteriores donaciones de otros benefactores en el siglo XX enriquecieron el museo aún más; no solo con viejos maestros, sino también ampliando el periodo representado hasta el impresionismo y los nabis. En señal de gratitud ante una importante donación de obras de Paul César Helleu efectuado por su hija Paulette, el museo se rebautizó en 2011 con el nombre oficial Musée Bonnat-Helleu; si bien tuvo que cerrar sus puertas por unos trabajos de ampliación a un solar colindante (antes una escuela de educación primaria) que duplicarán el espacio disponible. Las obras, ralentizadas en parte por hallazgos arqueológicos, deberían concluir a finales de 2024 o poco después. Hoy se considera uno de los museos provinciales más importantes de Francia.
Al igual que el Museo Condé de Chantilly o la Colección Frick de Nueva York, el fondo artístico donado por Léon Bonnat tiene en sus estatutos la prohibición de prestar obras; pero las incorporaciones posteriores están libres de esta norma y ello facilita intercambios con otros museos. Así, en 2022 la institución bayonesa ha prestado al Museo de Bellas Artes de Bilbao siete bocetos pintados al óleo por Rubens .

## Colecciones
El Museo Bonnat alberga un importante fondo de obras del propio Bonnat, junto con ejemplos de colegas de su época, no sólo franceses sino también españoles. Siendo apenas un adolescente Bonnat vivió en Madrid durante seis años (1846-1853); estudió con los Madrazo y conoció el Museo del Prado, lo que fue determinante en la conformación de su estilo y también de sus preferencias como coleccionista.
La colección pictórica arranca con Maso di Banco, Bernardo Daddi, Paolo de San Leocadio (La adoración de los Reyes Magos), Lazzaro Bastiani y Filippo Lippi, e incluye lienzos de escuela española: El Greco (San Jerónimo), José de Ribera, Murillo (San Salvador de Horta y el inquisidor de Aragón), Alonso Cano y Goya. Destacan las tres obras del pintor aragonés: un Autorretrato, El duque de Osuna y un modelo al óleo para el gran lienzo La última comunión de San José de Calasanz. Los citados pintores españoles fueron admirados por Bonnat y le influyeron en su juventud, cuando desarrolló un estilo tenebrista lejos del academicismo predominante en París. También se exhiben ejemplos de Dosso Dossi, Corneille de Lyon, Charles Le Brun, Simon Vouet, Van Dyck, David Teniers el Joven, Jan Fyt, Frans Hals, Gerard de Lairesse, Paulus Potter, Sassoferrato, Mengs y Giambattista Tiepolo, así como diversos bocetos sobre tabla de Rubens (Legado Derrécagaix, 1921), relacionados con dos importantes encargos para España: los tapices del convento de las Descalzas Reales de Madrid, y la Torre de la Parada. 
El repertorio de los siglos XIX y XX incluye una famosa Bañista de medio cuerpo de Ingres, entre otros ejemplos de dicho artista y de Delacroix, Géricault, Corot, Girodet-Trioson, Courbet, Eugène Boudin, Edgar Degas, Gustave Caillebotte, Armand Guillaumin, Maurice Denis, Puvis de Chavannes y británicos como Joshua Reynolds, Thomas Lawrence, Constable, John Hoppner... 
El fondo de dibujos es de valor extraordinario, con unas 2.000 piezas que lo convierten en la segunda colección francesa en dicho género, tras la del Louvre de París. Destacan unos cinco dibujos de Durero (entre ellos la acuarela Cabeza de corzo) y otros de Pisanello, Luca Signorelli, Domenico Ghirlandaio, Pietro Perugino, Lorenzo di Credi, Sandro Botticelli, Leonardo da Vinci, Miguel Ángel, Rafael Sanzio, Giulio Romano, Giovanni Bellini, Tiziano, Paolo Veronese, Correggio, Parmigianino, Primaticcio, Hans Holbein el Joven, Federico Barocci, Guercino, Pietro da Cortona, Rembrandt, Charles Lebrun, Claudio de Lorena, Francesco Guardi, Piranesi, Goya... y un amplio repertorio francés de los siglos XVIII y XIX (François Lemoyne, Watteau, Fragonard, Nicolas Lancret, Jean-Baptiste Greuze, Hubert Robert, Ingres, Géricault, Degas).